# Château de Montauquier
Le château de Montauquier est un château situé à Cuq-Toulza, dans le Tarn (France). Le général d'Hargenvilliers y est mort en 1841.

## Historique

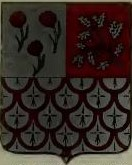
Le blason du général d'Hargenvilliers

L'origine du château de Montauquier est inconnue. On trouve bien plusieurs seigneurs de Montauquier, comme François Philibert de Charance au XVIe siècle ou Louis-Balthazar Amat, mais il semble qu'il soit alors question d'un lieu appelé Montauquier situé près de Gap.
Le château en lui-même semble dater des XVIIe et XVIIIe siècles, mais pourrait remonter au XVIe siècle. Il est mentionné après le mariage du général Joseph d'Hargenvilliers avec Adélaïde de Labarthe, le 4 janvier 1794. Il fait sûrement partie de la dot offerte par le père de la mariée, Pierre-Claude de Labarthe, seigneur de Cuq-Toulza. Hargenvilliers meurt dans l'édifice en 1841. Son fils, Félix-Aimar-Thimoléon (1798 - ) hérite de l'édifice.
Dans la seconde moitié du XIXe siècle, l'édifice appartient à Alphonse de Saint-Simon, maire de Cuq-Toulza et conseiller général du Tarn.

## Architecture
Le château de Montauquier est un grand édifice austère, composé d'un corps de logis principal flanqué de plusieurs ailes secondaires encadrant une cour intérieure au nord. Le logis principal s'élève ainsi sur trois étages avec une façade en sept travées sans animation si ce n'est un cadran solaire. Les deux travées extérieures sont en légère saillie, et la travée centrale est percée de la porte d'entrée. 
Le domaine est entouré d'un grand parc boisé, avec un pigeonnier, ainsi qu'un très beau puits.

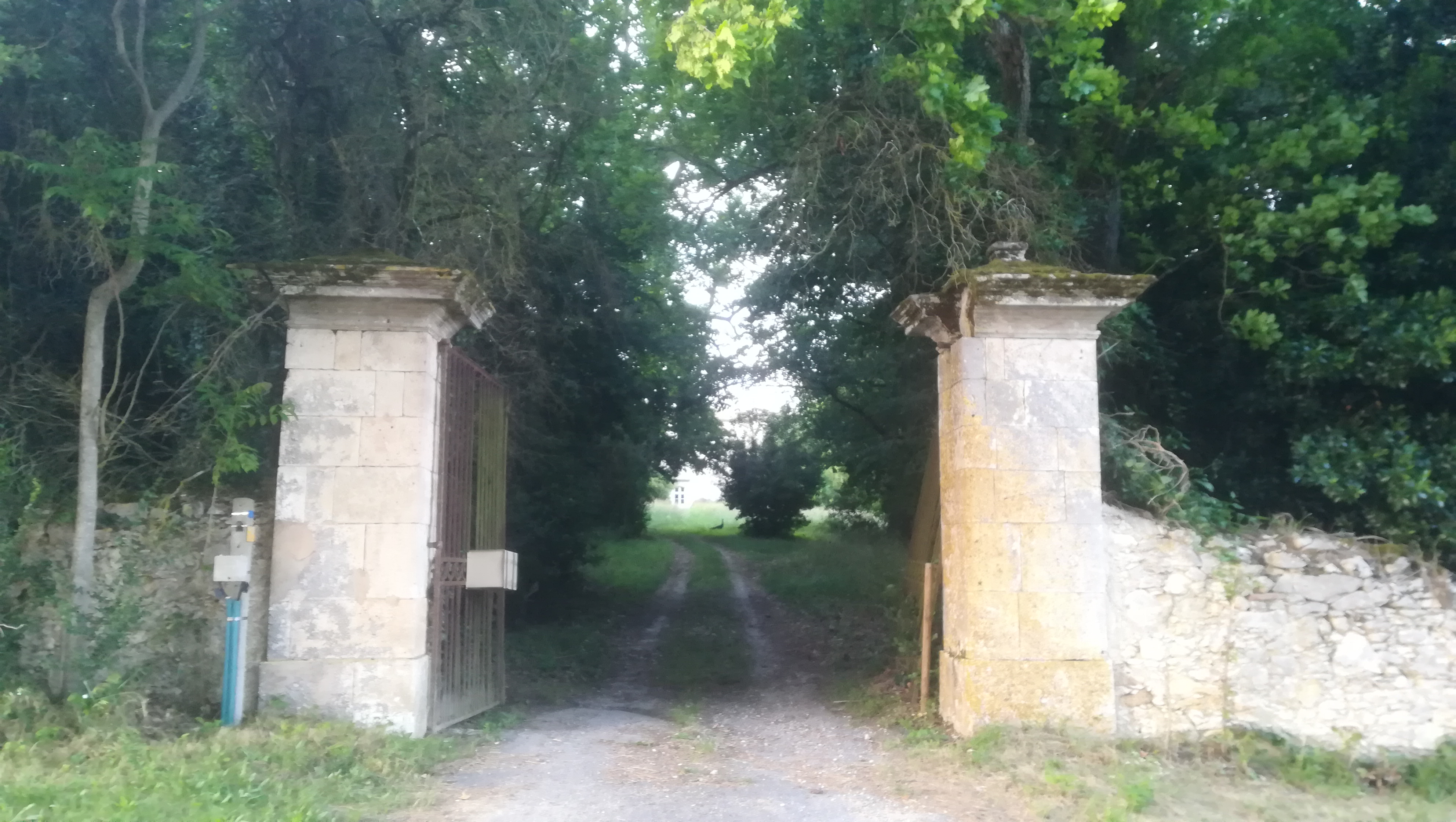
L'entrée du domaine